# Flughafen Kadapa

i7
i11
i13
Der ca. 430 m hoch gelegene Flughafen Kadapa (englisch Cuddapah Airport, IATA-Code: CDP, ICAO-Code: VOCP) ist ein nationaler Flughafen ca. 11 km (Fahrtstrecke) nordwestlich der Großstadt Kadapa (ehemals Cuddapah) im Bundesstaat Andhra Pradesh nahe der Ostküste Indiens und dem Golf von Bengalen.

## Geschichte
Der Kadapa Airport existiert seit den 1950er Jahren; in den 1980er Jahren gab es Linienflüge nach Hyderabad. Im Jahr 2009 wurde die heutige Start- und Landebahn fertiggestellt; es folgte der Bau des Terminals. Im Jahr 2015 begann der reguläre Flugbetrieb mit der Eröffnung einer Verbindung nach Bangalore, die jedoch bereits kurze Zeit später wegen zu niedriger Passagierzahlen eingestellt wurde. 

## Flugverbindungen
Derzeit bestehen nur 4 Linienflugverbindungen nach Belgaum, Hyderabad, Vijayawada und Chennai.

## Sonstiges
- Betreiber des Flughafens ist die Airports Authority of India.
- Es gibt eine asphaltierte Start-/Landebahn mit 2000 m Länge.